# Sistema vigesimal
El sistema vigesimal o sistema en base 20 és un sistema de numeració basat amb el nombre vint (de la mateixa manera que el sistema decimal està basat amb el nombre deu).

## Notació
El sistema de notació vigesimal necessita vint dígits o símbols, deu més que el sistema decimal. Un sistema modern, similar a l'utilitzat en informàtica pel sistema hexadecimal, és utilitzar els deu dígits "0-9" i les deu primeres lletres de l'alfabet "A-J" (o les lletres "A-K" sense utilitzar la lletra "I", ja que es podria confondre amb el nombre "1"). D'aquesta manera, per exemple, el nombre onze s'escriu com A20 (el 20 significa base 20), o el nombre vint s'escriu com 1020.
D'acord amb aquesta notació:
2020 significa quaranta en decimal {= (2 × 20¹ + (0 × 200)}
DA20 significa dos-cents setanta en decimal {= (13 × 20¹) + (10 × 200}
10020 significa quatre-cents en decimal {= (1 × 20²) + (0 × 20¹) + (0 × 200)}.
En la resta d'aquest article els nombres sense el sufix 20 expressen quantitats en notació decimal si no s'especifica el contrari. Per exemple, 10 significa deu, 21 significa vint-i-u.

## Usos
La base 20 està a l'arrel de molts sistemes de numeració (ja que 20 són els dits de mans i peus que s'usaven per comptar). Això ha condicionat l'estructura lingüística en els noms de cert nombres. Restes d'això encara es troben en moltes llengües modernes europes, com per exemple en el francès, en les paraules per designar determinats nombres (el 80 per exemple), i encara més en el basc, que anomena el 40, 60 i 80 com a múltiples de 20.

### Europa
D'acord amb el lingüista alemany Theo Vennemann, el sistema vigesimal a Europa té el seu origen la llengua basca (basc, o èuscar) des de la qual s'ha escampat a altres llengües europees, com algunes llengües celtes, el francès o el danès. En canvi, d'acord amb el lingüista Karl Menninger, el sistema vigesimal va originar-se amb els Normands i a través d'ells es va escampar a Europa Occidental, l'evidència la troba en què en les llengües celtes sovint s'empren sistemes de numeració de base 10.
- Vint (hogei) és emprat com a nombre base en la llengua basca en nombres fins a 100 (ehun). Els mots per 40 (berrogei), 60 (hirurogei) i 80 (laurogei) signifiquen "dues vintenes", "tres vintenes" i "quatre vintenes", respectivament. Per exemple, el nombre 75 és anomenat hirurogeita hamabost, literalment "tres vintenes i deu-cinc". El nacionalista basc Sabino Arana va proposar un sistema de tres xifres vigesimals que concorda amb el llenguatge parlat[1]
- En ibèric s'han establert paral·lelismes de numerals vigesimals amb el basc: oŕkei () és vint, oŕkeiabaŕ () és trenta, literalment «vint i deu».[2]
- En català antic, amb pervivència popular entre pastors, s'usava "dos vints", "tres vints", etc.:[3] «El pastor que mena vuit o nou vints caps ja's creu un gran capità».[4]
- Vint (vingt) és emprat com a nombre base en la llengua francesa en els noms pels nombres des de 70 a 99, excepte en els dialectes del francès que es parlen a Suïssa i Bèlgica. Per exemple, quatre-vingts, la paraula francesa per vuitanta literalment significa "quatre vints", i soixante quinze, la paraula per setanta-cinc literalment és "seixanta-quinze.". Per tant, l'any 1999 és "mille-neuf-cent-quatre-vingt-dix-neuf" en el francès parisenc (el dialecte estàndard internacional), però és "mille-neuf-cent-nonante-neuf" en el francés parlat a Suïssa i Bèlgica.
- Vint (tyve) és emprat com a nombre base en la llengua danesa per anomenar nombres des del 50 al 99. Per exemple, Tres (abreviació de tresindstyve) significa 3 cops 20, és a dir 60.
- Vint (ugent) és emprat com a nombre base en la llengua bretona per anomenar nombres del 40 al 49 i del 60 al 99. Per exemple, daou-ugent significa 2 cops 20, és a dir 40, i triwec'h ha pevar-ugent (literalment "tres-sis i quatre-vint") significa 3×6 + 4×20, és a dir 98. Tanmateix, 30 és tregont i no dek ha ugent (literalment "deu i vint"), i 50 és hanter-kant (literalment, "la mitad de cent").
- Vint (ugain) és emprat com a nombre base en la llengua gal·lesa, encara que des de finals del segle XX el sistema decimal s'ha anat imposant (particularment en els dialectes al sud de Gal·les), el sistema vigesimal i més 'traditional' continua essent popular en els dialectes del nord. Deugain significa 2 vegades 20, és a dir 40, trigain significa 3 vegades 20, és a dir 60. Abans de la 'decimalització' del sistema monetari britànic el 1971, papur chwigain (literalment paper de 6 vegades 20) era el nom que li donava la gent al bitllet de 10 'shilling' (= 120 penics). Un sistema vigesimal de numeració (Yan Tan Tethera) per al comptatge d'ovelles ha estat emprat fins a principi del segle XX en àrees del nord d'Anglaterra i sud d'Escòcia on avi ja no es conserva cap llengua celta.
- Vint (fiche) és usat com a sistema de numeració antic en gaèlic irlandès, encara que avui en dia la majoria de gent utilitza el sistema decimal. Trenta és fiche is deich, literalment vint-i-deu. Quaranta és dhá fhichid, literalment dos vints. trí fichid és seixanta (tres vints) i ceithre fichid és vuitanta (literalment quatre vints). De manera similar, en el gaèlic escocès ha estat utilitzat de forma tradicional se sistema vigesimal, amb el nom (fichead) per a vint.
- Vint (njëzet) és usat com a nombre base en la llengua albanesa. La paraula pel nombre 40 (dyzet) significa dues vegades 20.
- Vint (otsi) és usat com a nombre base en la llengua georgiana. Per exemple, el nombre 30 (otsdatertmeti) literalment significa vint-i-onze. 67 (samotsdashvidi) vol dir "tres-vint-i-set".
- En anglès, comptar per vintenes (scores) ha estat emprat històricament, com en el famós discurs de l'Abraham Lincoln conegut com el Gettysburg Address, que comença amb les paraules "Four score and seven years ago…", que literalment és "fa quatre vintenes i set anys", és a dir "fa 87 anys". Tanmateix aquest sistema està caient en desús actualment.

### Àsia
- En santali, una de les llengües mundes de l'Índia, "cinquanta" s'expressa per la frase bār isī gäl, literalment "dos vint deu."[5] Semblantment, en Didei, una altra llengua munda parlada a l'Índia, tenen un sistema complex de numeració decimal fins a 19 i decimal-vigesimal fins a 399.[6]
- A l'Àsia oriental, la llengua ainu també utilitza sistemes de numeració basats amb el nombre 20. "hotnep" és 20, "wanpe etu hotnep" (deu més fins a dos vints) és 30, "tu hotnep" (dos vints) és 40, "ashikne hotnep" (cinc vints) és 100.

### Amèrica del Nord
Vint va ser la base en els sistemes de numeració emprat en la maia i asteca.
- Els maies utilitzaven noms segits per potències de vint: kal (20), bak (20² = 400), pic (20³ = 8000), calab (204 = 160000), kinchil (20⁵ = 3200000) i alau (20⁶ = 64000000). Veures també numeració maia i calendari maia, llengua maia, yucatec.
- De manera similar els asteques anomenaven cempoalli (1 × 20), centzontli (1 × 400), cenxiquipilli (1 × 8000), cempoalxiquipilli (1 × 20 × 8000 = 160000), centzonxiquipilli (1 × 400 × 8000 = 3200000) i cempoaltzonxiquipilli (1 × 20 × 400 × 8000 = 64000000). El prefix ce(n/m) significa "un" (com en "un miler") i si es canvia pel prefix corresponent s'obtenen altres nombres, per exemple, ome (2) × poalli (20) = ompoalli (40), ome (2) × tzontli (400) = ontzontli (800).

### Altres observacions
- A diferència de la majoria dels múltiples del nombre deu, el nombre 20 es descriu d'una manera especial en algunes llengües. Per exemple, en la llengua castellana les paraules treinta (30) o cuarenta (40) literalment es poden interpretar com "tre(3)＋inta (10 cops)", "cuar(4)＋enta (10 cops)", en canvi la paraula veinte (20) no està directament relacionada amb el significat del nom que designa dos (tot i que històricament hi està[7]). De manera similar en les llengües semitiques com l'aràbic o l'hebreu, els nombres 30, 40 ... 90 són expressats morfològicament com al plural del nombres 3, 4 ... 9, mentre que el nombre 20 és expressat pr el plural morfològic de la paraula per 10.
- El terme vigesimal (del llatí vicesimus) és algunes vegades utilitzat.

## Informació addicional
- Karl Menninger: Number words and number symbols: a cultural history of numbers; traducció anglesa per Paul Broneer des de l'edició revisada en alemany. Cambridge, Mass.: M.I.T. Press, 1969 (també disponible en versió impresa: New York: Dover, 1992 ISBN 0-486-27096-3)(anglès)
- Levi Leonard Conant: The Number Concept: Its Origin and Development; New York, New York: MacMillon & Co, 1931. Project Gutenberg EBook(anglès)